# 카자흐스탄-러시아 국경
카자흐스탄-러시아 국경은 카자흐스탄 공화국과 러시아 연방 사이의 7,598.6-킬로미터 (4,721.6 mi) 국제 국경이다. 이것은 세계에서 가장 긴 연속적인 국제 국경이며, 미국-캐나다 국경 다음으로 총 길이가 두 번째로 길다. 이 국경은 카자흐 소비에트 사회주의 공화국과 러시아 소비에트 연방 사회주의 공화국 사이의 이전 행정-영토 국경과 같은 위치에 있다.

## 지리
국경은 서쪽 카스피해에서 시작하여 대략 서쪽에서 동쪽으로 중화인민공화국과의 삼합점까지 이어지지만, 일부 지역에서는 매우 복잡하게 얽혀 있다. 국경은 거의 전적으로 유라시아 스텝을 가로지르는 일련의 육로로 이루어져 있지만, 일부 구간에서는 말리 우젠강, 우랄강, 우이강과 같은 강을 활용한다. 국경은 보트쿨 호수와 부라 호수를 가로지른다. 가장 동쪽 구간에서는 알타이산맥을 통과한다.

## 인구 통계

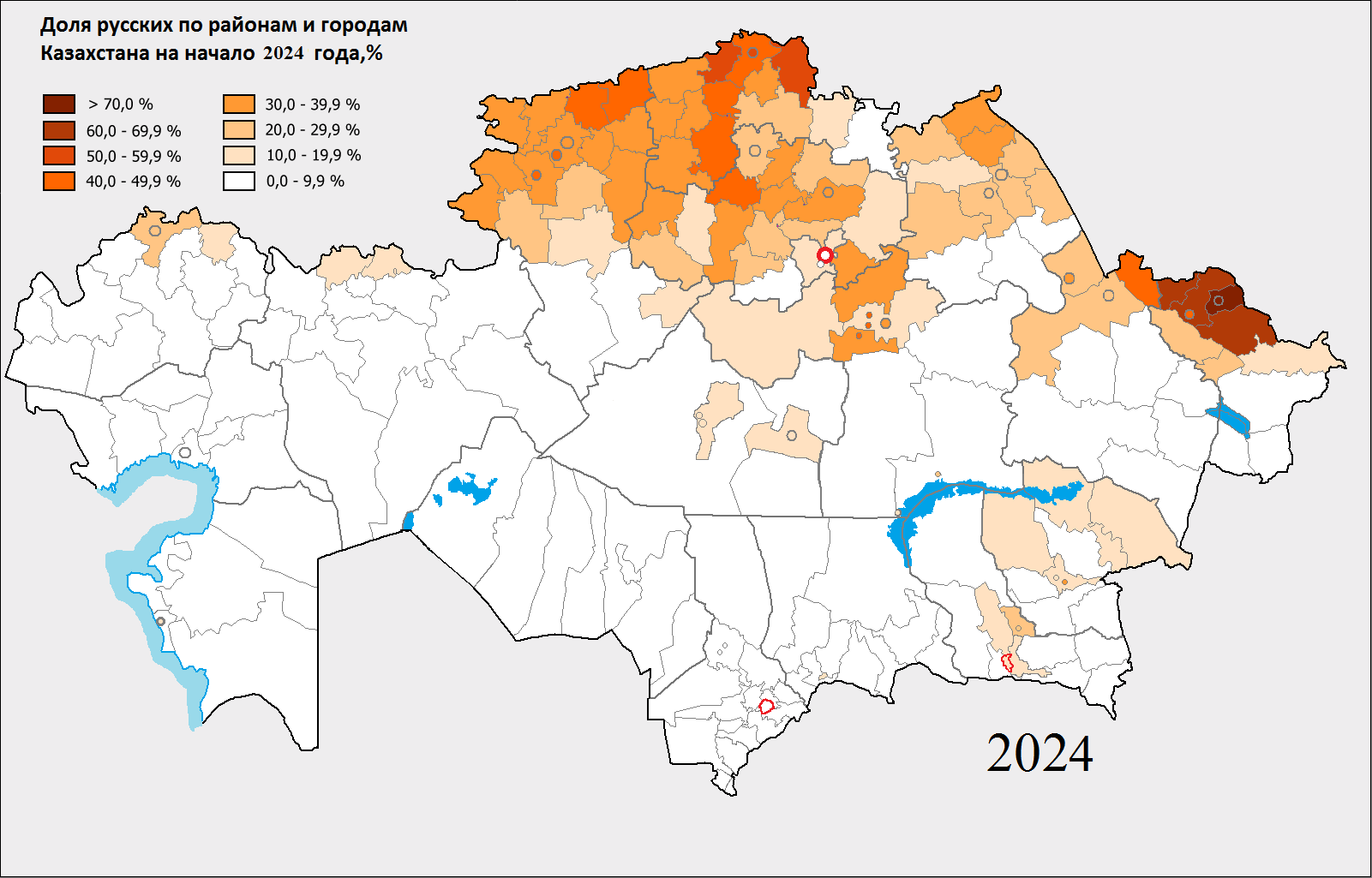
2021년 카자흐스탄의 지역 및 공화국 직속 도시별 러시아인 비율

### 정착지
다음 카자흐스탄의 도시들은 국경에 인접해 있다.
- 쿠르만가지
- 사이킨
- 자니베크
- 오랄
- 제티카라
- 페트로파블

다음 러시아의 도시들은 국경에 인접해 있다.
- 마르피노
- 아스트라한
- 카이사츠코예
- 팔라소프카
- 알렉산드로프 가이
- 오진키
- 오르스크
- 노보트로이츠크
- 돔바로프스키
- 트로이츠크
- 이실쿨
- 고르냐크

### 하위 국가 단위
다음 카자흐스탄의 주 (오블리스티)는 국경에 있다.
- 아티라우주
- 서카자흐스탄주
- 악퇴베주
- 코스타나이주
- 북카자흐스탄주
- 파블로다르주
- 동카자흐스탄주

다음 러시아의 연방주체는 국경에 있다.
1. 틀:나라자료 Astrakhan Oblast 아스트라한주
2. 틀:나라자료 Volgograd Oblast 볼고그라드주
3. 틀:나라자료 Saratov Oblast 사라토프주
4. 틀:나라자료 Samara Oblast 사마라주
5. 틀:나라자료 Orenburg Oblast 오렌부르크주
6. 틀:나라자료 Chelyabinsk Oblast 첼랴빈스크주
7. 틀:나라자료 Kurgan Oblast 쿠르간주
8. 틀:나라자료 Tyumen Oblast 튜멘주
9. 틀:나라자료 Omsk Oblast 옴스크주
10. 틀:나라자료 Novosibirsk Oblast 노보시비르스크주
11. 틀:나라자료 Altai Krai 알타이 변경주
12. 틀:나라자료 Altai Republic 알타이 공화국

## 역사
러시아는 19세기에 코칸트 칸국과 히바 칸국, 그리고 부하라 토후국의 이전에 독립적인 칸국들을 합병함으로써 중앙아시아를 정복했다. 1917년 공산주의자들이 권력을 잡고 소련을 건국한 후, 민족적 영토 분할 (또는 NTD)로 알려진 과정에서 중앙아시아를 민족 기반 공화국으로 나누기로 결정했다. 이는 내셔널리즘이 결국 공산주의 사회로 가는 길에 필요한 단계라는 공산주의 이론과 “공통된 언어, 영토, 경제 생활, 그리고 공통된 문화로 나타나는 심리적 구성에 기반하여 역사적으로 형성된 안정적인 공동체”라는 이오시프 스탈린의 국가 정의에 부합하는 것이었다.

1914년 현대 카자흐스탄 지역 지도, 이전의 우랄, 투르가이, 아크몰린스크, 세미팔라틴스크 주를 보여준다.

NTD는 흔히 분할통치라는 냉소적인 행위에 불과하다고 묘사되는데, 이는 스탈린이 주민들을 인위적으로 분리된 국가로 나누고 각 주에 소수 민족이 남도록 의도적으로 국경을 그어서 이 지역에 대한 소련의 패권을 유지하려는 고의적인 마키아벨리적 시도였다고 한다. 소련은 1920년대의 바스마치 운동에서 나타난 것처럼 범튀르크주의의 민족주의 위협을 우려했지만, 1차 자료를 통해 이루어진 면밀한 분석은 일반적으로 제시되는 것보다 훨씬 미묘한 그림을 보여준다.
이 지역을 민족적으로 분할하는 NTD는 일찍이 1920년에 제안되었다. 차르 시대에 현대 카자흐스탄의 일반적인 지역은 네 개의 주(오블라스티)로 구성되었다. 서쪽에서 동쪽으로 우랄스크주, 자카스피주 일부, 투르가이주, 아크몰린스크주, 세미팔라틴스크주였다. 이 네 주 모두 알렉산드르 2세의 1868년 10월 21일(11월 2일) 칙령에 의해 만들어졌다. 1920년 8월 26일, 키르기스 자치 소비에트 사회주의 공화국 (KASSR, 러시아 소비에트 연방 사회주의 공화국 내에 위치)이 이 네 개 주(이 시기에 잠시 단명한 알라시 자치국으로 합쳐졌다)로부터 만들어졌으며, 이 자치 공화국의 북쪽 국경은 본질적으로 이전 네 개 주의 국경을 따랐지만, 지역 인구 통계를 반영하여 일부 조정되었다. 그러나 국경의 특정 지역에 대한 분쟁은 다음 해까지 계속되었다. 이 당시 카자흐인들은 "키르기스인"으로 불렸고, 현재의 키르기스인들은 카자흐인의 하위 집단으로 간주되어 "카라-키르기스인" (즉, 산에 사는 검은 키르기스인)으로 불렸다. 우랄강 서쪽의 카자흐 부케이 유목군과 관련된 지역은 KASSR과 아스트라한주 모두가 영유권을 주장했고, 1921년에는 대부분의 지역이 KASSR로 넘어갔는데, 여기에는 쿠르만가지와 시네모르스크가 포함되었다. 다른 곳에서는 옴스크와 같이 네 개 주에 있는 러시아인 거주 지역 일부가 러시아로 이관되었다.

1922년 소련령 중앙아시아

1920년 9월 22일, 오렌부르크는 KASSR로 이관되어 수도가 되었고, 솔-일레츠크, 아크불라크, 샤를리크와 같은 주변 오렌부르크주 지역도 포함되었다. 수도를 오렌부르크로 옮긴 결정은 당시 카자흐인 거주 지역에서 유일한 대규모 산업 도시였고, KASSR의 경제 발전에 기여하며 북쪽 러시아 땅과 남쪽 튀르크 땅 사이의 가교 역할을 할 것으로 기대되었기 때문으로 여겨진다. 그러나 1925년 초, KASSR의 수도는 오렌부르크에서 남쪽 도시인 악-메체트로 옮겨졌고, 오렌부르크와 주변 지역은 러시아로 다시 이관되었다.
이 국경은 소련의 붕괴와 구성 공화국들의 독립에 따라 1991년 국제 국경이 되었다. 소비에트 시대에 카자흐스탄으로 이주했던 수천 명의 러시아계 카자흐스탄인들은 새로운 카자흐인 주도의 국가에서 소외될 것을 우려하여 떠났다. 1989년 러시아인 인구는 약 6,227,549명(전체 인구의 37.82%)이었지만, 1999년에는 이 수치가 4,479,618명(29.95%)으로 감소했으며 2009년에는 3,793,764명(23.69%)이었다. 2019년 현재 러시아인들은 인구의 19.3%를 차지하며 러시아 국경을 따라 북부에 집중되어 있는 것으로 추정된다.
국경 획정에 대한 협상은 1999년부터 2005년까지 진행되었으며, 2005년 1월 18일 모스크바에서 블라디미르 푸틴 대통령과 누르술탄 나자르바예프 대통령이 최종 조약을 승인했다. 이 조약은 2006년 1월 12일에 발효되었다. 현장 경계 획정 작업은 2007년 7월에 시작되었으며, 2009년 5월부터 국경을 표시하는 일련의 기둥이 세워지기 시작했다. 1991년 국경이 국제화되었을 때, 시베리아 횡단 철도의 한 지선은 페트로파블의 두 국경 검문소에 의해 중단되었다. 2017년 러시아와 카자흐스탄은 국경 통제 없이 통과 (회랑)를 만들기로 합의했다.

## 국경 통과 지점

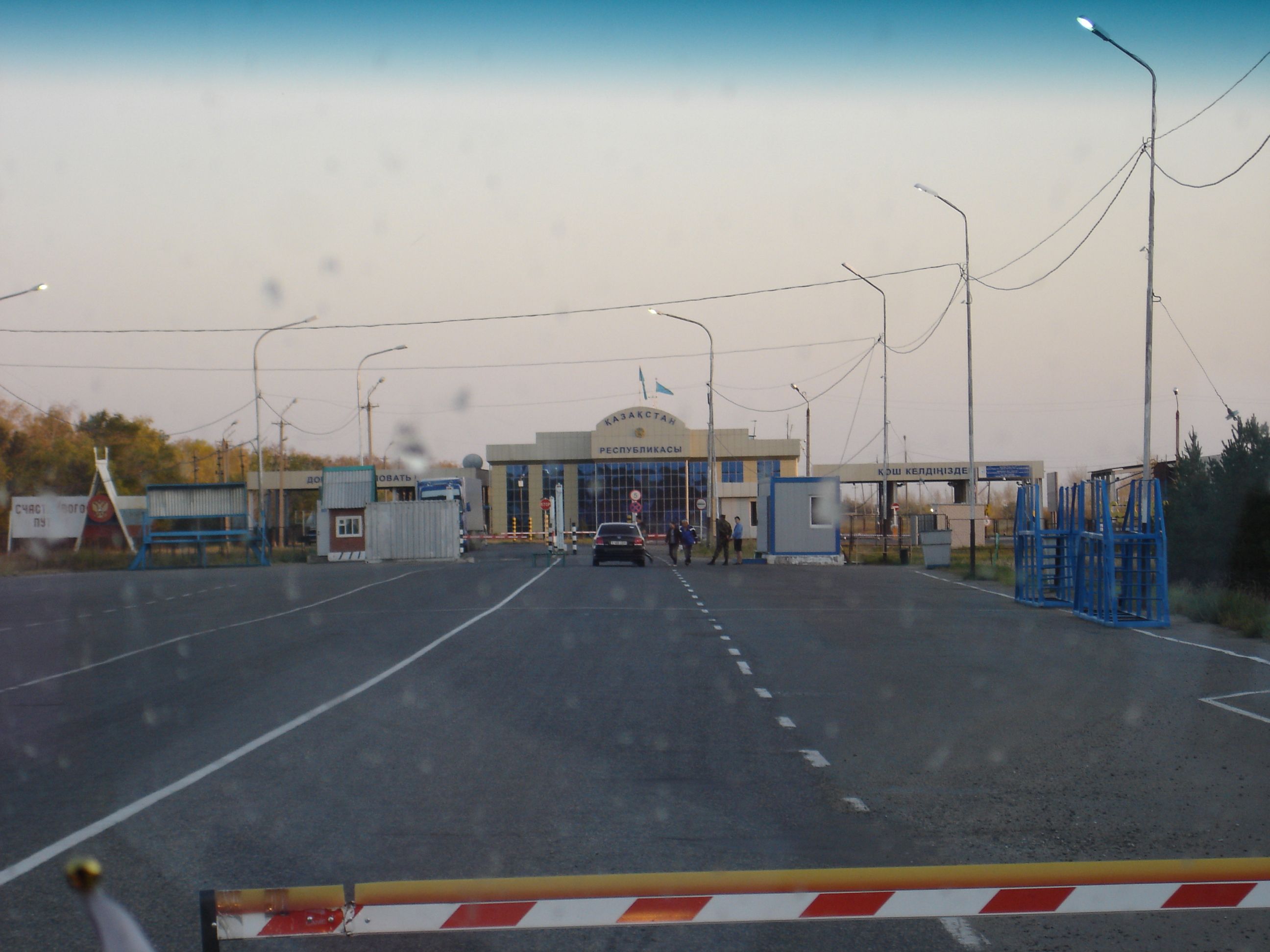
오를류-토베 국경 통과 지점

긴 국경을 따라 수많은 국경 통과 지점이 있다:
- 쿠르만가지 (KAZ) - 카라오젝 (RUS)
- 타스칼라 (KAZ) - 오진키 (RUS)
- 악사이 (KAZ) - 일렉 (RUS)
- 비다이크 (KAZ) - 오데스코예 (RUS)
- 알림베토프카 (KAZ) - 오르스크 (RUS)
- 자이산 (KAZ) - 사가르친 (RUS)
- 카예라크 (KAZ) - 부그리스토예 (RUS)
- 악발시크 (KAZ) - 보스크레센스코예 (RUS)
- 자나졸 (KAZ) - 페투호보 (RUS)
- 카라코가 (KAZ) - 이실쿨 (RUS)
- 우르리토베 (KAZ) - 체를라크 (RUS)
- 술루-아가쉬 (KAZ) - 카라수크 (RUS)
- 샤르바크티 (KAZ) - 쿨룬다 (RUS)
- 아울 (KAZ) - 베시올로야르스크 (RUS)
- 우베 (KAZ) - 미하일로프카 (RUS)
- 제즈켄트 (KAZ) - 고르냐크 (RUS)

## 역사 지도
카스피해에서 중국 국경까지 이어진 카자흐 소비에트 사회주의 공화국-러시아 소비에트 사회주의 공화국 국경의 20세기 중반에서 후반의 역사적인 영어 지도:

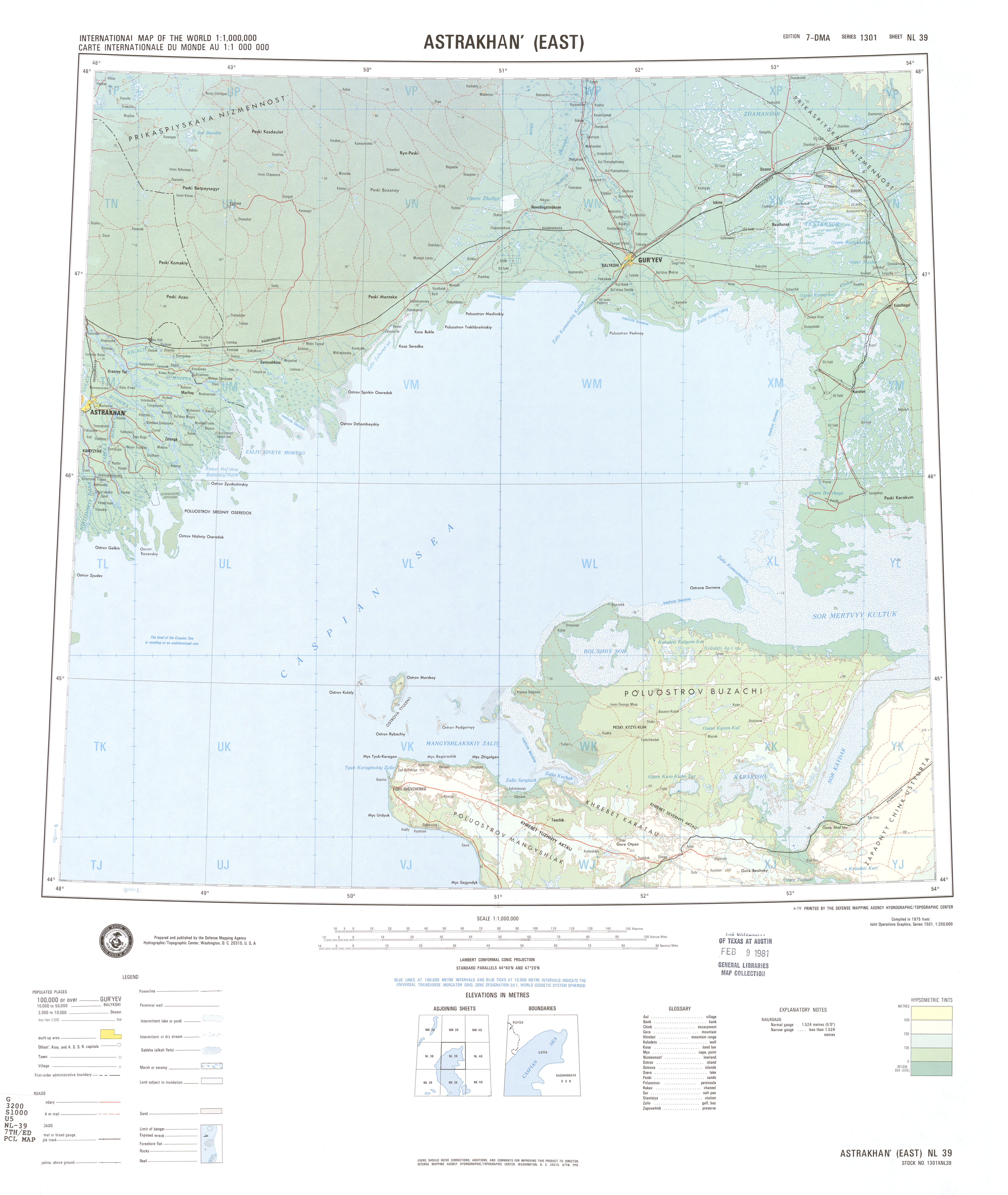
카스피해
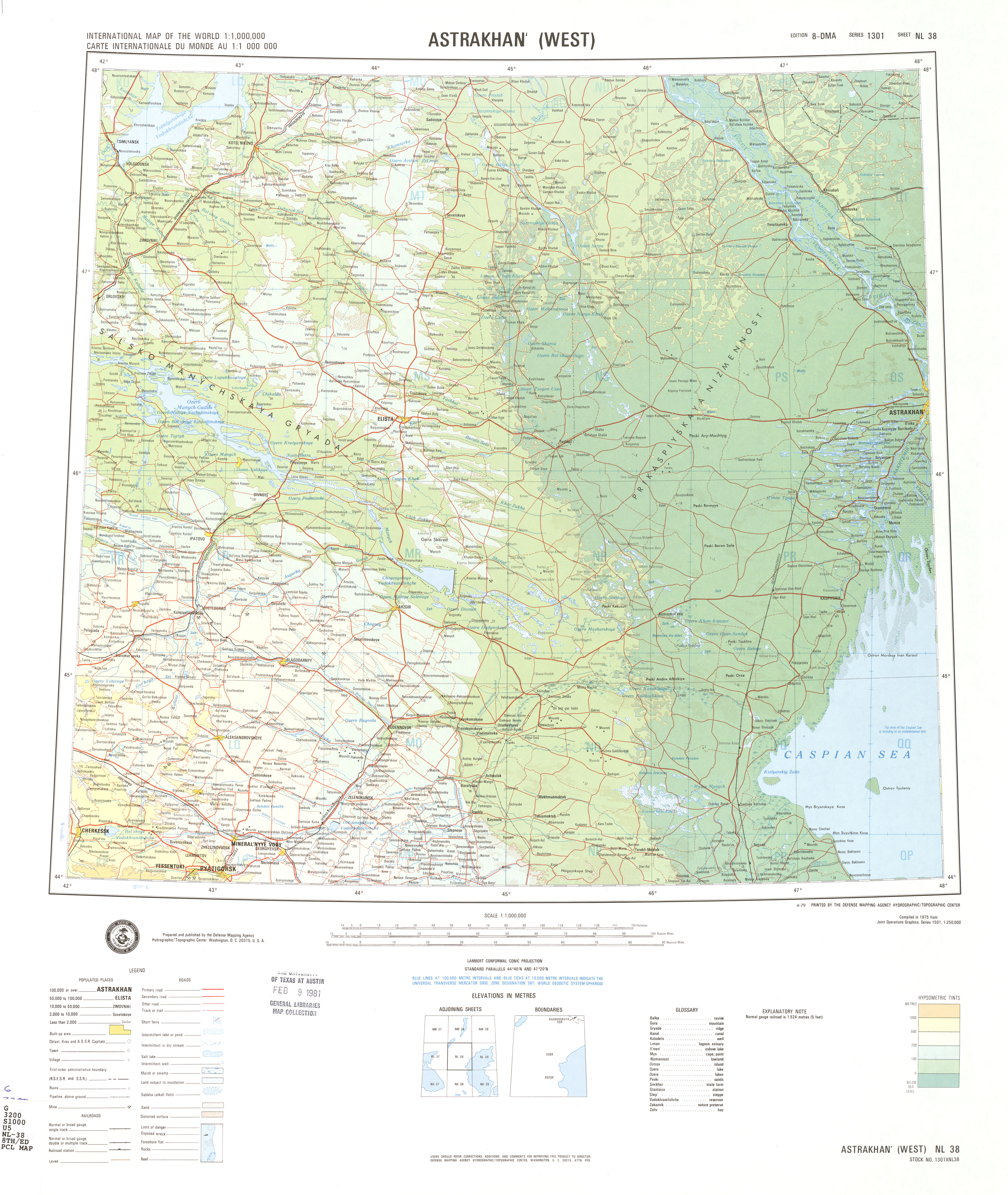
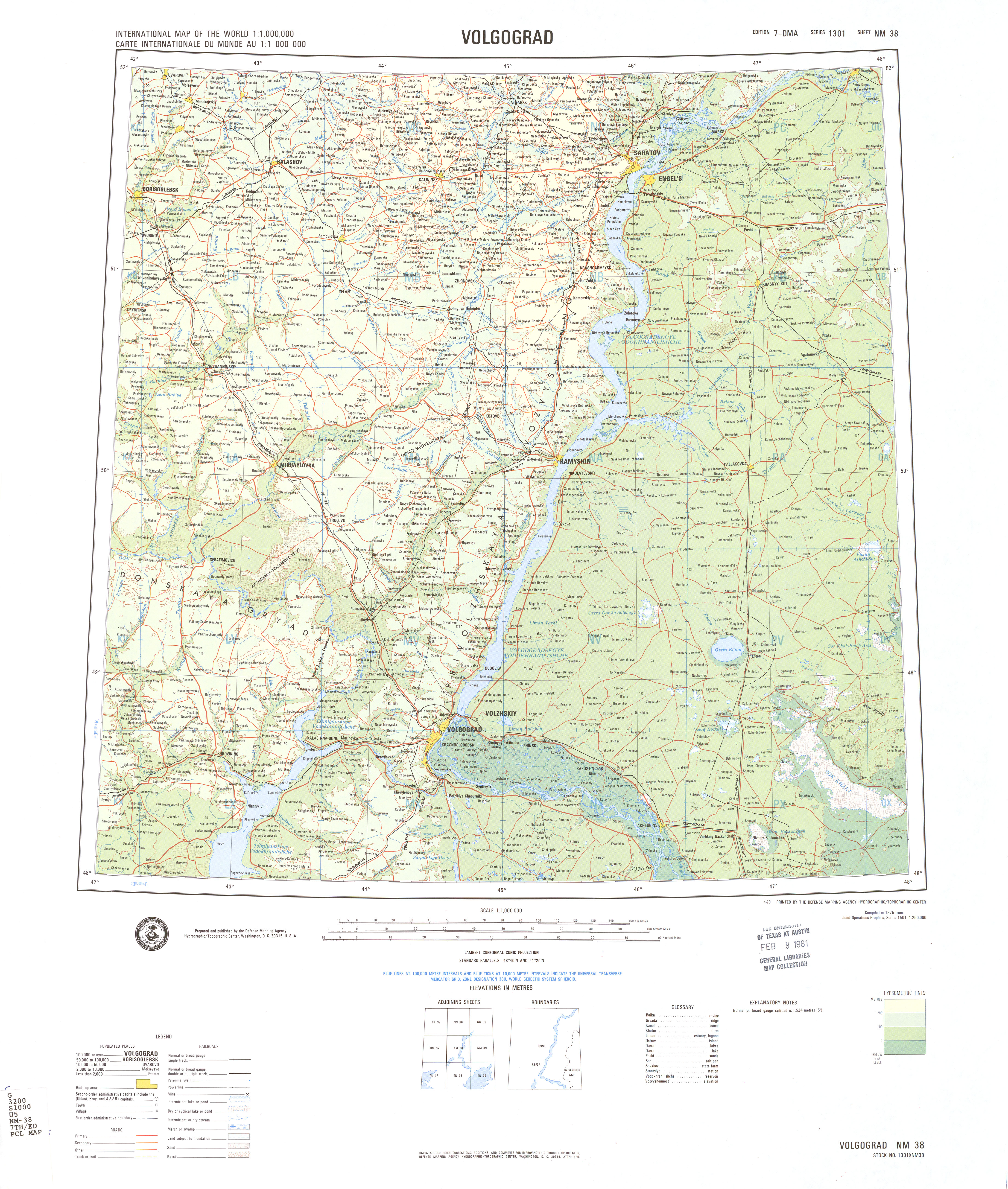
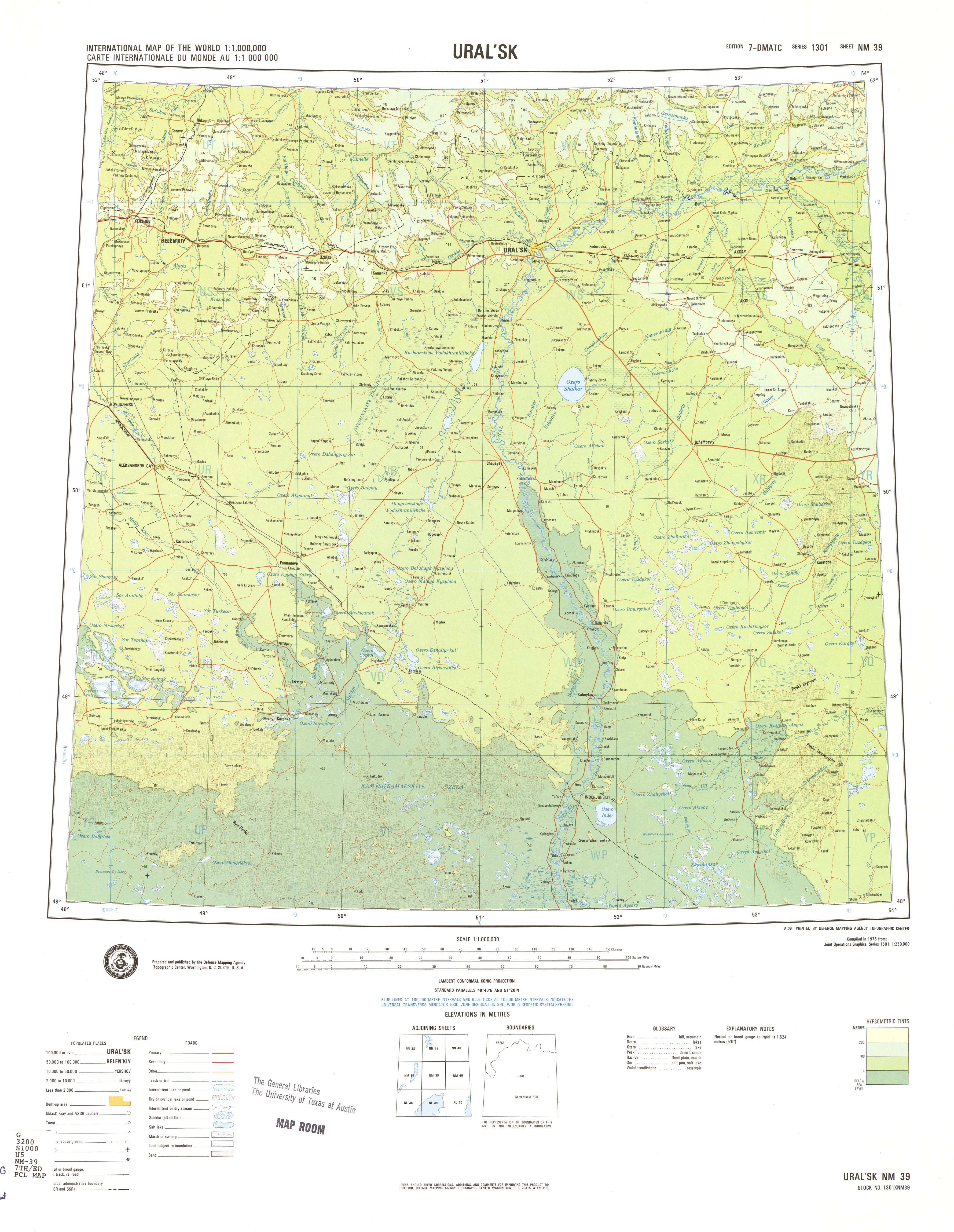
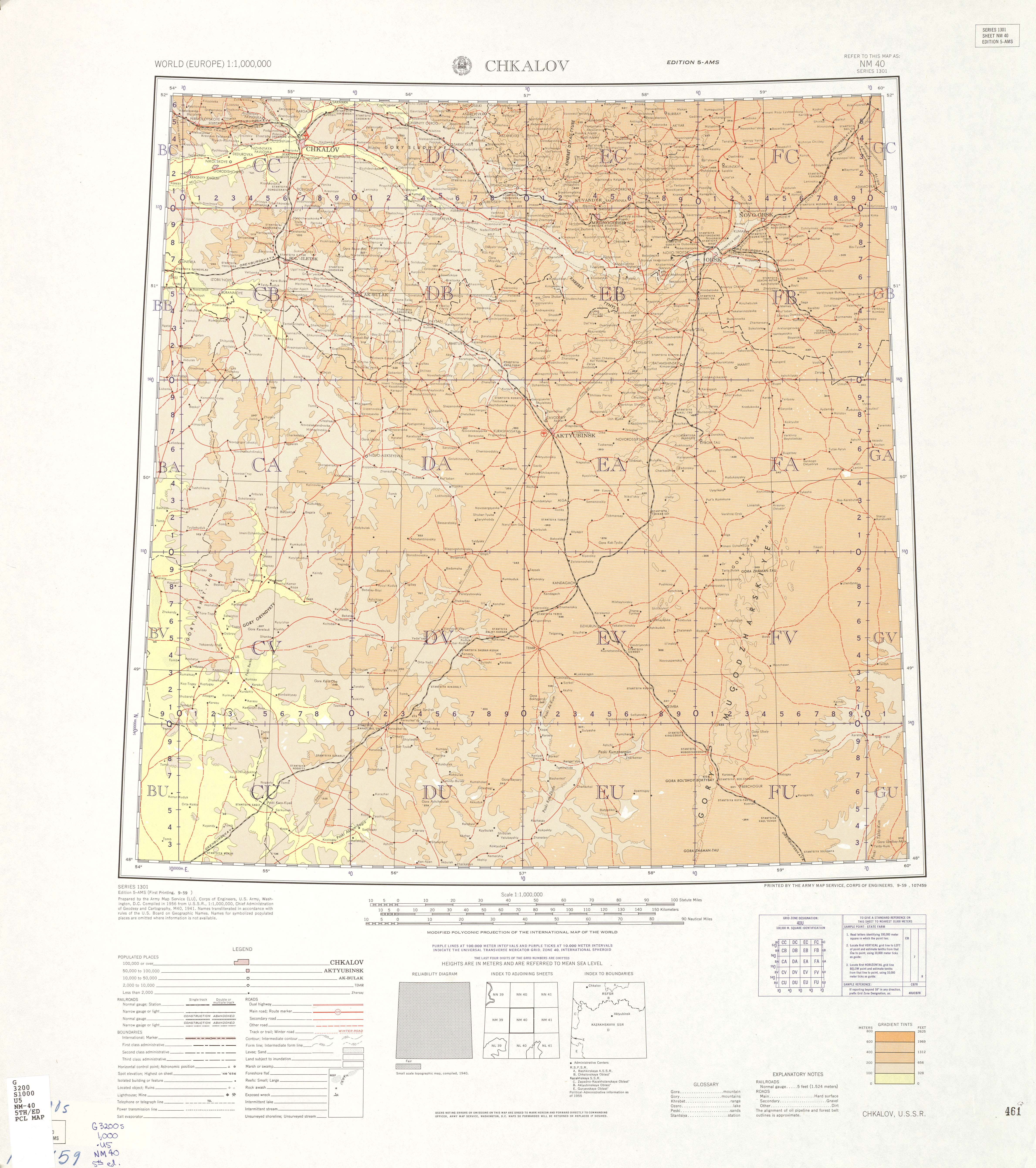
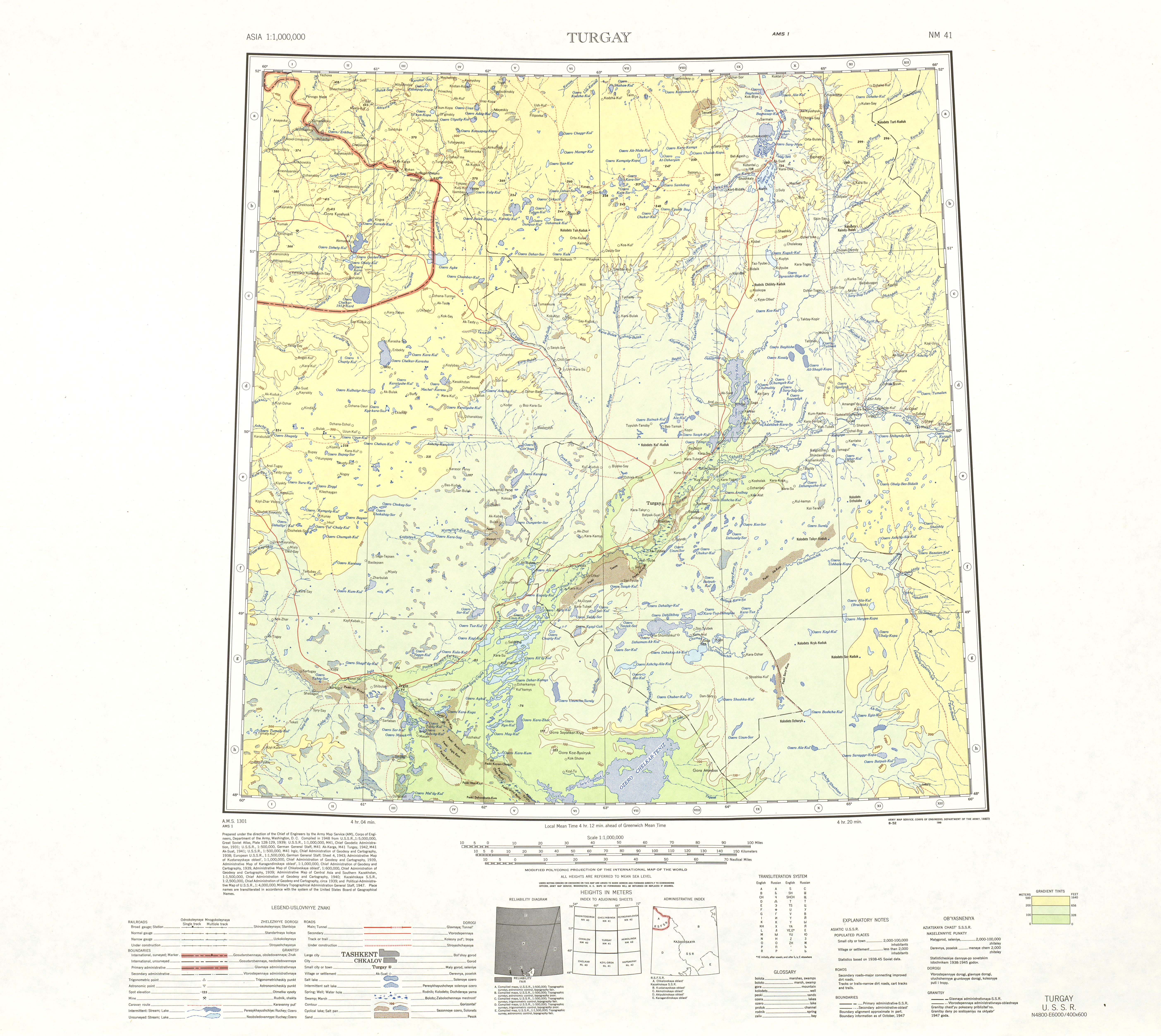
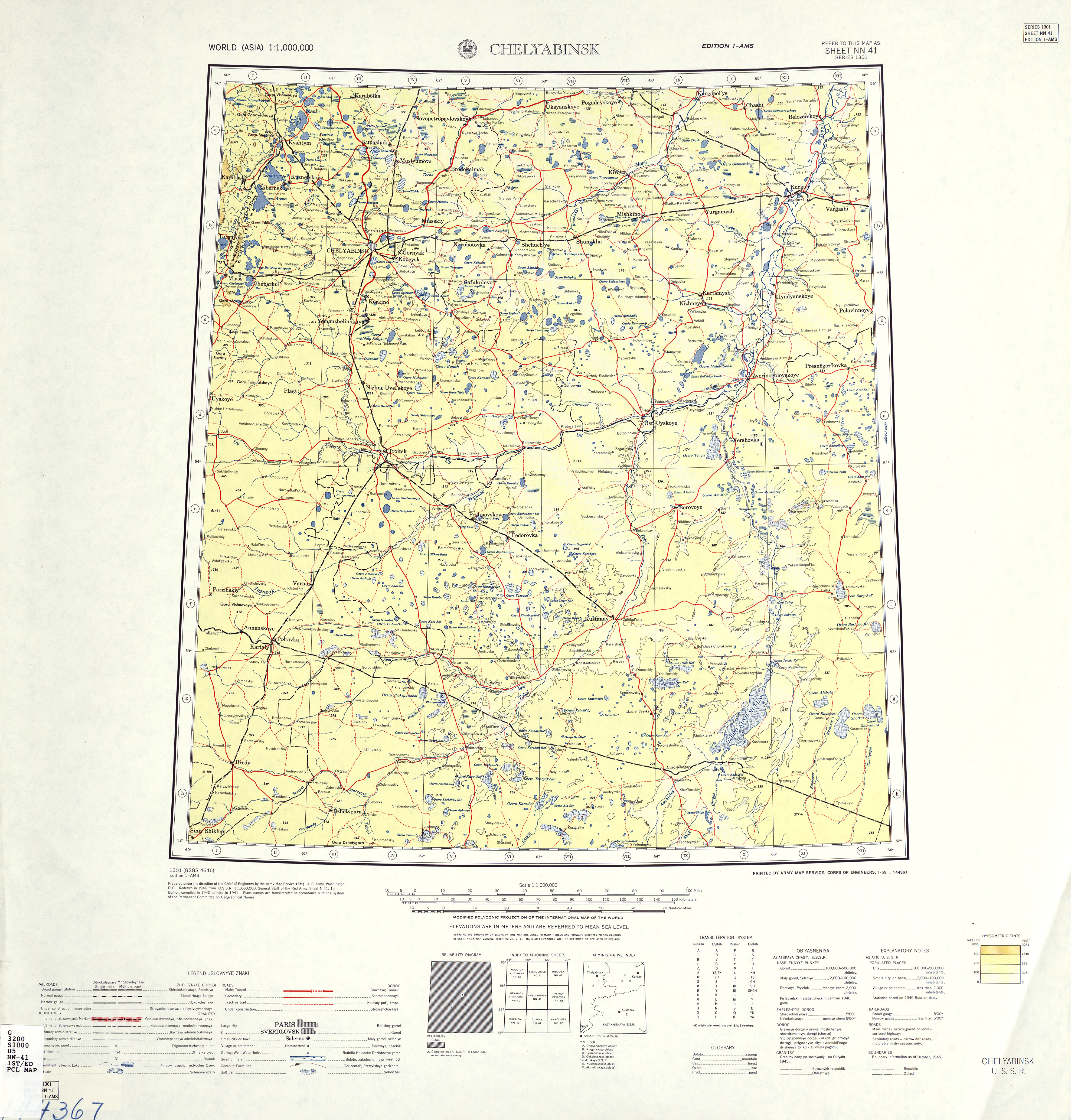
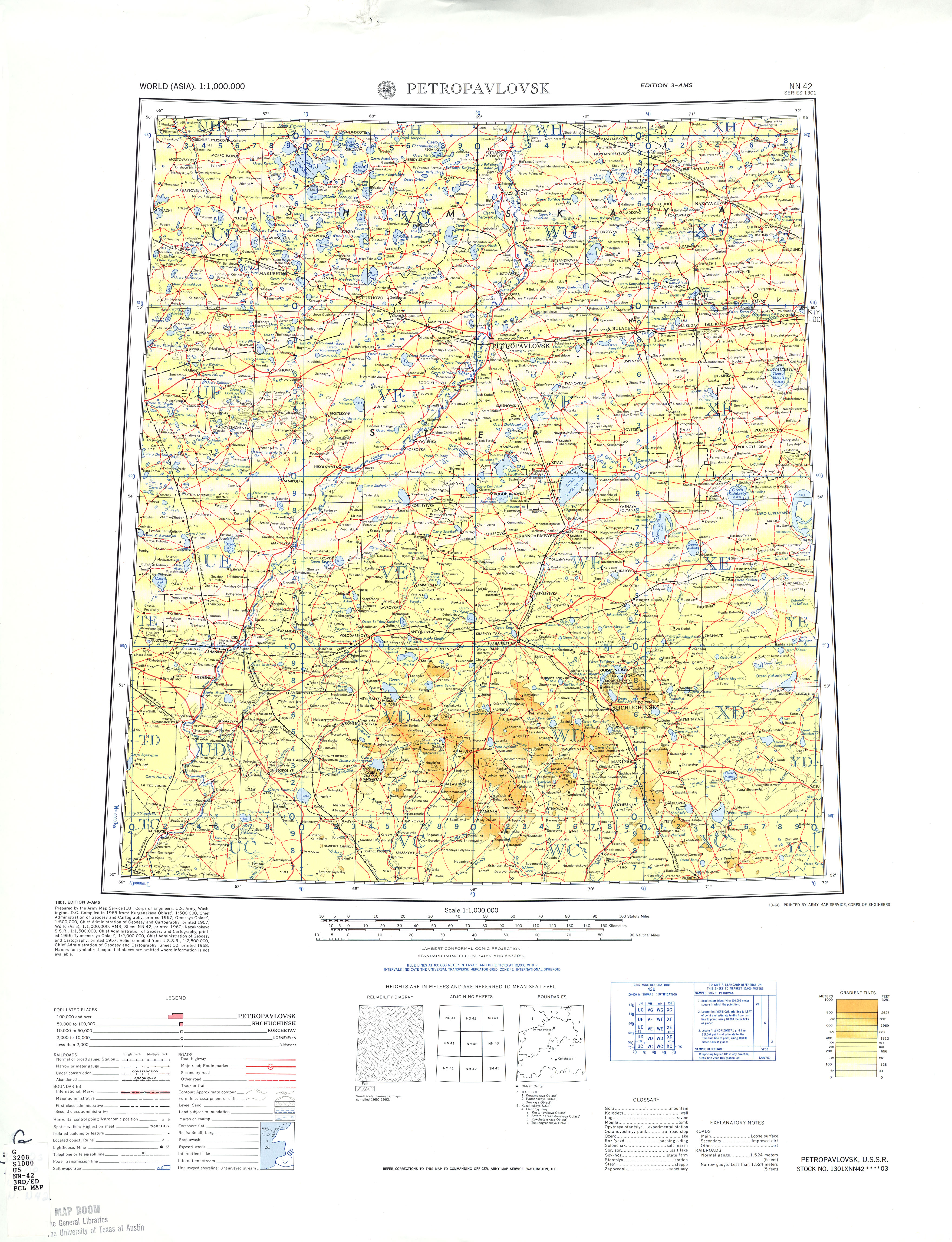
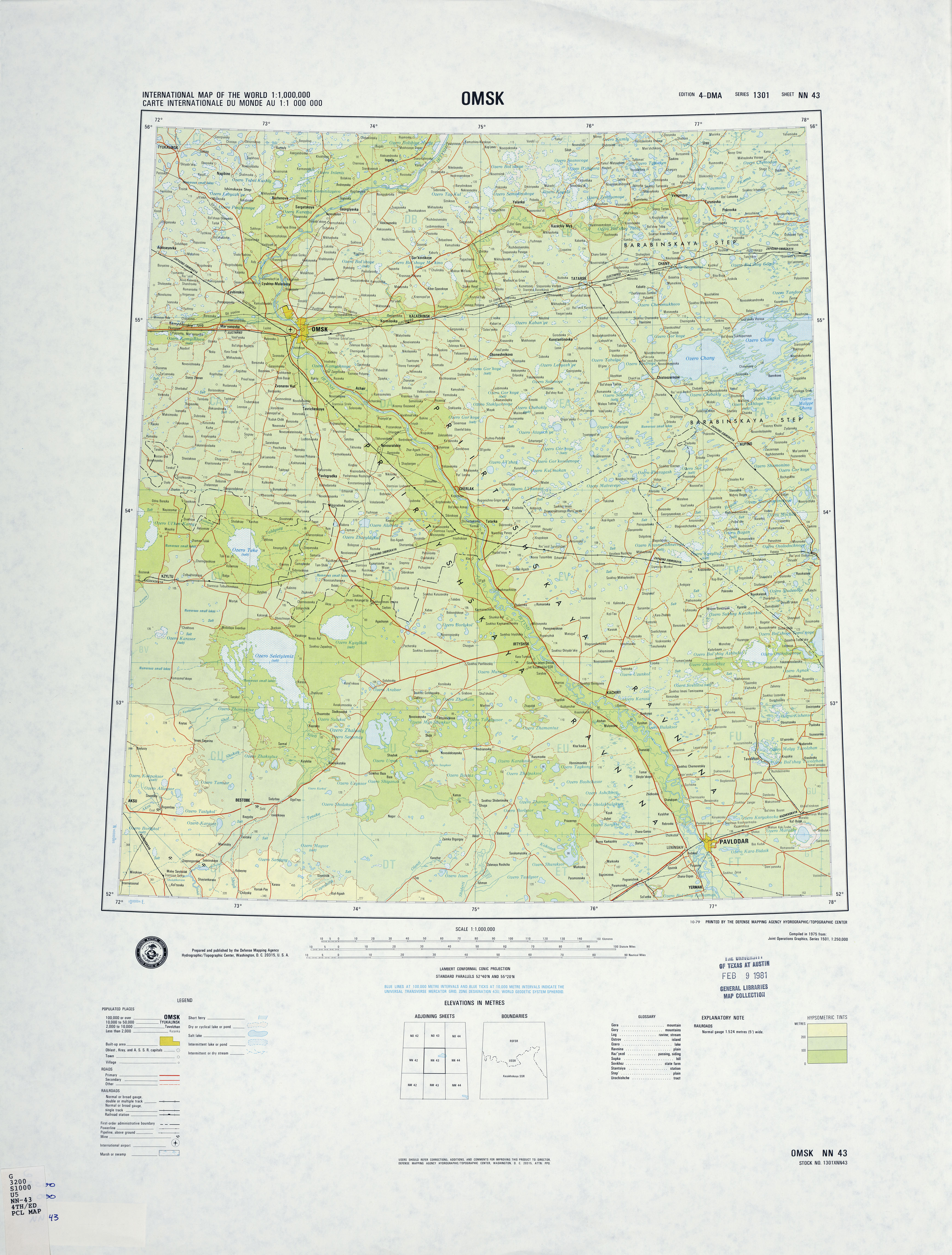
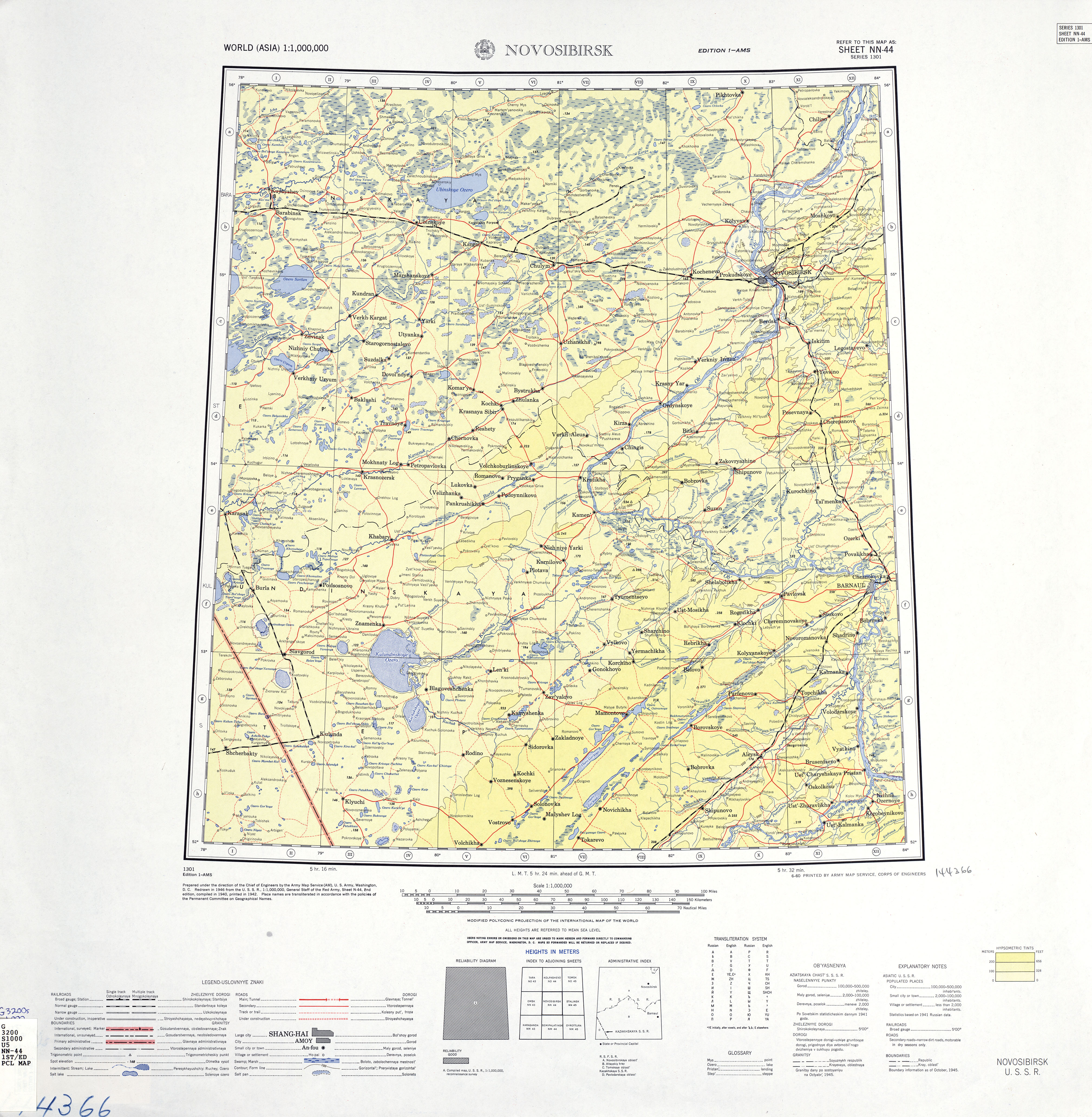
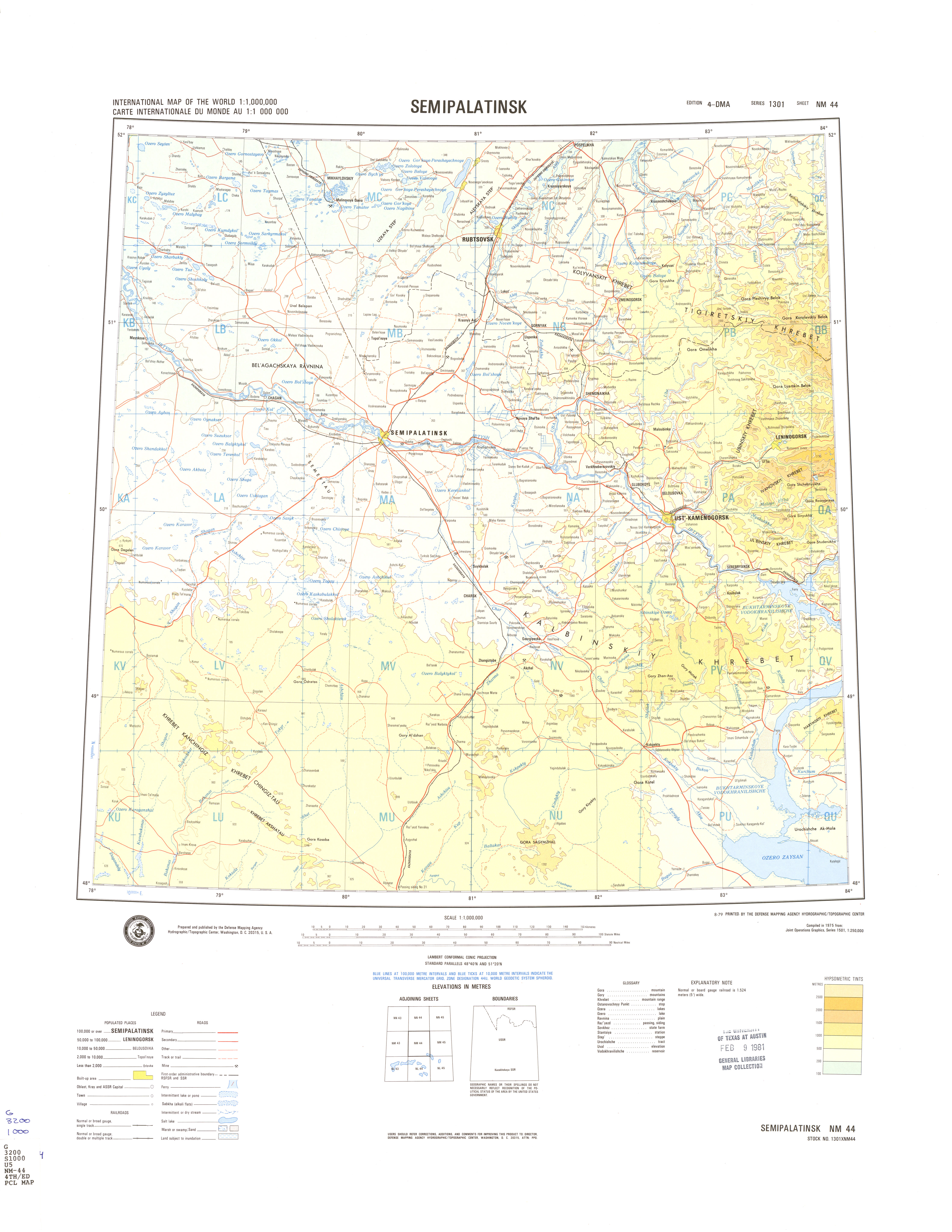
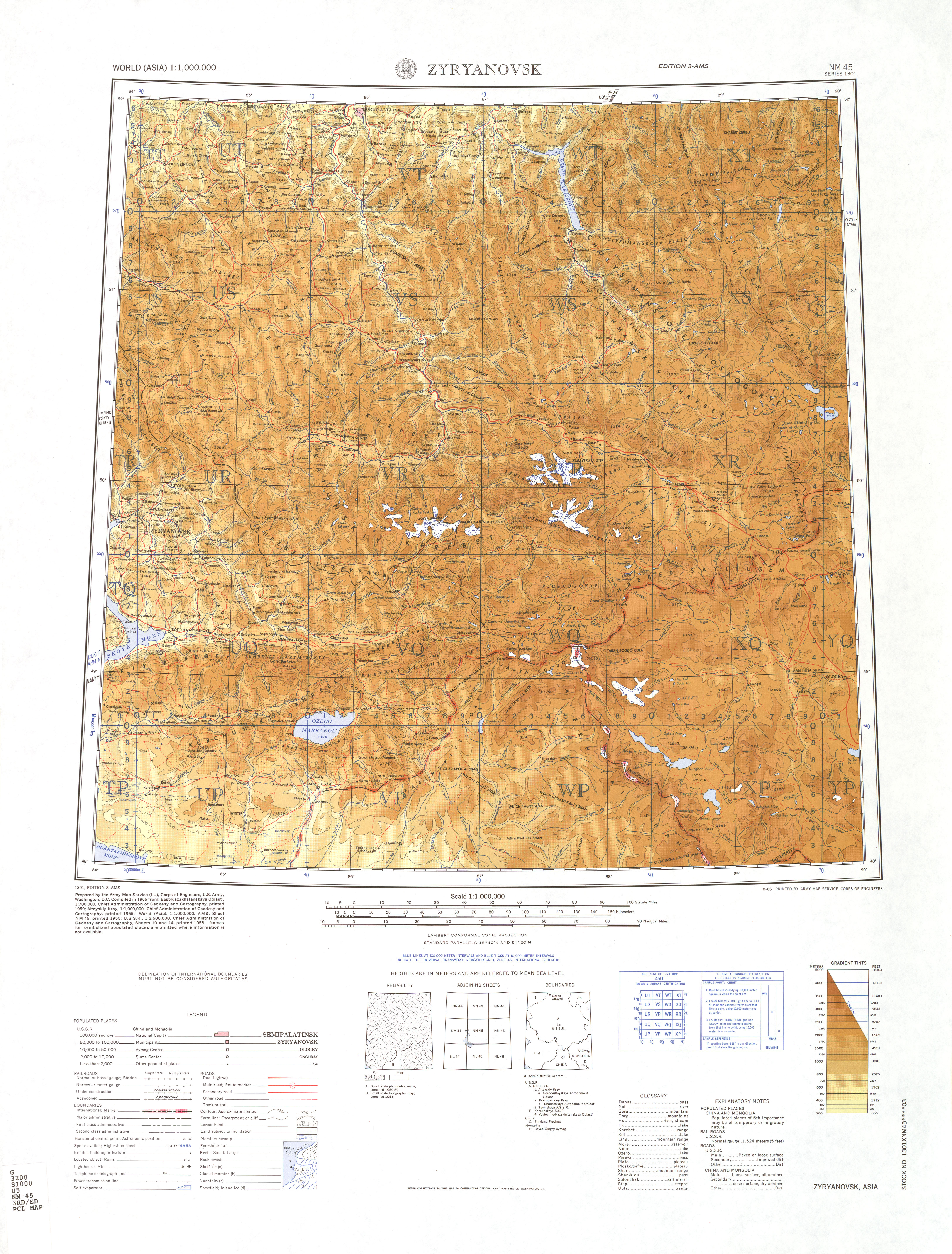
중화인민공화국과의 삼합점 포함

## 같이 보기
- 러시아-카자흐스탄 관계

## 내용주
1. ↑  카자흐어: Қазақстан-Ресей шекарасы Qazaqstan-Resei şekarasy, kk; 러시아어: Казахстанско-российская граница, tr. Kazahstansko-rossijskaja granica, IPA: [kəzɐxˌstanskə‿rɐˈsʲijskəjə ɡrɐˈnʲitsə]